# The Seventh One
The Seventh One je sedmi studijski album ameriške rock skupine Toto. Izšel je izšel 1. marca 1988 pri založbi Columbia Records in je postal najuspešnejši album skupine Toto po albumu Toto IV. The Seventh One je drugi in zadnji album, do albuma Toto XIV, kjer je glavne vokale odpel Joseph Williams. Skupina ga je po turneji The Seventh One odpustila, ker si je zaradi jemanja drog pokvaril glas. Single »Pamela« je na Billboardovi lestvici dosegel 22. mesto. Skladba »The Seventh One« je izšla samo na japonski izdaji albuma in na B strani singla »Pamela«.

## Seznam skladb
| Stran 1 | Stran 1           | Stran 1                       | Stran 1 |
| Št.     | Naslov            | Pisec                         | Dolžina |
| ------- | ----------------- | ----------------------------- | ------- |
| 1.      | „Pamela‟          | David Paich, Joseph Williams  | 5:11    |
| 2.      | „You Got Me‟      | Paich, J. Williams            | 3:11    |
| 3.      | „Anna‟            | Steve Lukather, Randy Goodrum | 4:58    |
| 4.      | „Stop Loving You‟ | Lukather, Paich               | 4:29    |
| 5.      | „Mushanga‟        | Paich, Jeff Porcaro           | 5:35    |
| 6.      | „Stay Away‟       | Paich, Lukather               | 5:31    |

| Stran 2 | Stran 2                  | Stran 2                                  | Stran 2 |
| Št.     | Naslov                   | Pisec                                    | Dolžina |
| ------- | ------------------------ | ---------------------------------------- | ------- |
| 7.      | „Straight for the Heart‟ | Paich, J. Williams                       | 4:09    |
| 8.      | „Only the Children‟      | Paich, Lukather, J. Williams             | 4:11    |
| 9.      | „A Thousand Years‟       | J. Williams, Mark T. Williams, Paich     | 4:53    |
| 10.     | „These Chains‟           | Lukather, Goodrum                        | 4:59    |
| 11.     | „Home of the Brave‟      | Paich, Lukather, Jimmy Webb, J. Williams | 6:51    |

| Japonska izdaja | Japonska izdaja   | Japonska izdaja    | Japonska izdaja |
| Št.             | Naslov            | Pisec              | Dolžina         |
| --------------- | ----------------- | ------------------ | --------------- |
| 12.             | „The Seventh One‟ | Paich, J. Williams | 6:20            |

## Singli
- »Stop Loving You« / »The Seventh One«
- »Stop Loving You« / »The Seventh One« / »I'll Be Over You« (12" / CD)
- »Pamela« / »The Seventh One« (izdano v ZDA)
- »Pamela« / »You Got Me« (mednarodna izdaja)
- »Pamela« / »You Got Me« / »Stay Away« (izdano v Evropi 12" / CD)
- »Pamela« / »Stay Away« (izdano v VB)
- »Pamela« / »Stay Away« / »Africa« / »Rosanna« (12" / CD VB izdaja)
- »Anna« / »The Seventh One« (izdano v ZDA)
- »Straight for the Heart« / »The Seventh One« (izdano v ZDA)
- »Mushanga« / »Straight for the Heart« (izdano na Nizozemskem)

## Zasedba

### Toto
- Joseph Williams – solo vokal
- Steve Lukather – kitare, solo vokal, spremljevalni vokal
- David Paich – klaviature, spremljevalni vokal
- Mike Porcaro – bas kitara
- Jeff Porcaro – bobni, tolkala

Kot studijski glasbenik:
- Steve Porcaro – klaviature, elektronika

### Dodatni glasbeniki
- David Sanborn – saksofon
- Lenny Castro – tolkala
- Joe Porcaro – tolkala
- Jim Keltner – tolkala
- Michael Fisher – tolkala
- Jon Anderson – spremljevalni vokal
- Patti Austin – spremljevalni vokal
- Tom Scott – spremljevalni vokal
- Bill Payne – klaviature
- Andy Narell – tolkala
- Jim Horn – flavta, kljunasta flavta, saksofon
- Linda Ronstadt – spremljevalni vokal
- David Lindley – kitara
- Tom Kelly – spremljevalni vokal